# Billy Hunter
Pour les articles homonymes, voir Billy Hunter (homonymie).
George William Hunter (né le 5 novembre 1942 à Camden dans le New Jersey) est un ancien ailier éloigné de la National Football League. Il a joué pour les Redskins de Washington et les Dolphins de Miami.
Après sa carrière comme joueur, Hunter fait des études de droit et devient avocat. Il est directeur exécutif de l'Association des joueurs de la National Basketball Association de 1996 à 2013, remplacé par Michele A. Roberts,,.
Diplômé de la Cherry Hill High School West (en) de Cherry Hill (New Jersey), il a joué au football américain universitaire pour l'université de Syracuse.